# Famille de Joinville
La famille de Joinville est une famille féodale qui régna sur Joinville du XIe siècle jusqu'en 1365 et qui s'est éteinte au XVe siècle. 
Elle compte le chroniqueur qui a permis la canonisation de Saint Louis et un maréchal de France. 

## Filiation
- Etienne
  - Geoffroy Ier
    - Geoffroy II
      - Roger
        - Guy III, évêque
        - Geoffroy III et Félicité de Brienne
          - Geoffroy IV et Helvide de Dampierre
            - Geoffroy V
            - Guillaume, archevêque
            - Robert
            - Simon et Béatrice d'Auxonne
              - Jean, chroniqueur de Saint Louis et Alix de Reynel
                - Anseau, maréchal de France et Marguerite de Vaudémont
                  - Henri V, comte de Vaudémont et Marie de Luxembourg
                    - Marguerite et Ferry Ier de Lorraine dont postérité

              - Geoffroy
              - Héloïse

    - Étienne
    - Hilduin

## Armes
La famille de Joinville porte palé contre-palé d'argent et de gueules (armes anciennes) puis d'azur à trois broyes d'or, au chef d'argent chargé d'un lion issant de gueules jusqu'à son extinction, au XVe siècle.